# The French Mans
The French Mans (Originaltitel: Les Amateurs) ist eine belgisch-französische Actionkomödie in Serienform, die eine Adaption der britischen Serie The Wrong Mans – Falsche Zeit, falscher Ort ist. In Frankreich fand die Premiere der Serie am 19. Oktober 2022 als Original durch Disney+ via Star statt. Im deutschsprachigen Raum erfolgte die Erstveröffentlichung der Serie am selben Tag durch Disney+ via Star.

## Handlung
Vincent Piquet ist in seinen dreißiger Jahren und arbeitet beim Verwaltungsamt von Département Meurthe-et-Moselle. Seine Freundin Louise, die zugleich seine Chefin ist, hat ihn erst kürzlich verlassen. Der 45-jährige Alban Burne lebt noch bei seiner Mutter und trägt die Post im Amt aus. Ihr eintöniger und langweiliger Alltag findet ein jähes Ende, als sie durch Zufall auf eine Verschwörung stoßen, die ihre Heimat in einen politischen und finanziellen Skandal zu stürzen droht, und sie sich direkt im Visier eines Verbrecherrings wiederfinden. Während Vincent ein mulmiges Gefühl bezüglich ihrer Vorgehensweise hat, ist Alban, ein Liebhaber von Actionfilmen, Feuer und Flamme für ihren Plan. Für die beiden ungewöhnlichen Heldenfiguren beginnt ein Wettlauf gegen die Zeit, bei dem sie sich trotz ihrer Differenzen und Unterschiede zusammenraufen müssen, um ihre Heimat sowie sich selbst zu retten.

## Besetzung und Synchronisation
Die deutschsprachige Synchronisation entstand nach den Dialogbüchern von Angela Ringer sowie unter der Dialogregie von Patrick Winczewski durch die Synchronfirma Hermes Synchron in Potsdam.
| Rolle           | Schauspieler          | Synchronsprecher     |
| --------------- | --------------------- | -------------------- |
| Vincent Piquet  | Vincent Dedienne      | Dirk Stollberg       |
| Alban Burne     | François Damiens      | Jesco Wirthgen       |
| Louise          | Fanny Sidney          | Marieke Oeffinger    |
| Solange Burne   | Anne Benoît           | Judith von Radetzky  |
| Marat           | Peter Van Den Begin   | Uve Teschner         |
| Monsieur Paul   | Alexandre Trocki      | Johannes Berenz      |
| Alain           | Gauthier de Fauconval | Marcel Collé         |
| Alil            | Laurent Capelluto     | Hanns-Jörg Krumpholz |
| Sandrine        | Stéphanie Van Vyve    | Maria Sumner         |
| Xavier Hermann  | Olivier Bonny         | Thomas Schmuckert    |
| Manon Hermann   | Lucie Debay           | Isabelle Schmidt     |
| Claude Becker   | Christian Crahay      | Reinhard Scheunemann |
| Monsieur Jaques | Anne Azoulay          | Jana Kozewa          |
| Igor            | Bashkim Topojani      | Michael Pan          |
| Piotr           | Michaël Erpelding     | Sebastian Kaufmane   |
| Rezeptionistin  | Isabelle Anciaux      | Sabine Walkenbach    |
| Kunsthändler    | Bruno Georis          | Michael Tietz        |
| Unfallopfer     | Lotfi Yahya Jedidi    | Reinhard Scheunemann |

## Episodenliste

### Staffel 1
| Nr. (ges.) | Nr. (St.) | Deutscher Titel | Originaltitel | Erstveröffentlichung (Frankreich) | Deutschsprachige Erstveröffentlichung (D/A/CH) | Regie          | Drehbuch                       |
| ---------- | --------- | --------------- | ------------- | --------------------------------- | ---------------------------------------------- | -------------- | ------------------------------ |
| 1          | 1         | 1. Folge        | Episode 1     | 19. Okt. 2022                     | 19. Okt. 2022                                  | Fred Scotlande | Fred Scotlande & Chloé Marçais |
| 2          | 2         | 2. Folge        | Episode 2     | 19. Okt. 2022                     | 19. Okt. 2022                                  | Fred Scotlande | Fred Scotlande & Chloé Marçais |
| 3          | 3         | 3. Folge        | Episode 3     | 19. Okt. 2022                     | 19. Okt. 2022                                  | Fred Scotlande | Fred Scotlande & Chloé Marçais |
| 4          | 4         | 4. Folge        | Episode 4     | 19. Okt. 2022                     | 19. Okt. 2022                                  | Fred Scotlande | Fred Scotlande & Chloé Marçais |
| 5          | 5         | 5. Folge        | Episode 5     | 19. Okt. 2022                     | 19. Okt. 2022                                  | Fred Scotlande | Fred Scotlande & Chloé Marçais |
| 6          | 6         | 6. Folge        | Episode 6     | 19. Okt. 2022                     | 19. Okt. 2022                                  | Fred Scotlande | Fred Scotlande & Chloé Marçais |

### Staffel 2
| Nr. (ges.) | Nr. (St.) | Deutscher Titel | Originaltitel | Erstveröffentlichung (Frankreich) | Deutschsprachige Erstveröffentlichung (D/A/CH) | Regie                                           | Drehbuch                       |
| ---------- | --------- | --------------- | ------------- | --------------------------------- | ---------------------------------------------- | ----------------------------------------------- | ------------------------------ |
| 7          | 1         | Episode 1       | Episode 1     | 4. Jan. 2023                      | 4. Jan. 2023                                   | Fred Scotlande, Dimitri Linder & Maax Thuvertie | Fred Scotlande & Chloé Marçais |
| 8          | 2         | Episode 2       | Episode 2     | 4. Jan. 2023                      | 4. Jan. 2023                                   | Fred Scotlande, Dimitri Linder & Maax Thuvertie | Fred Scotlande & Chloé Marçais |
| 9          | 3         | Episode 3       | Episode 3     | 4. Jan. 2023                      | 4. Jan. 2023                                   | Fred Scotlande, Dimitri Linder & Maax Thuvertie | Fred Scotlande & Chloé Marçais |
| 10         | 4         | Episode 4       | Episode 4     | 4. Jan. 2023                      | 4. Jan. 2023                                   | Fred Scotlande                                  | Fred Scotlande & Chloé Marçais |